# Trichinella
Trichinella (synoniem: Trichina) is een geslacht uit de familie Trichinellidae, de orde Trichocephalida die behoren tot de rondwormen (Nematoden). De wormen zijn parasieten die voorkomen in zoogdieren (en dus ook mensen).

## Levenscyclus

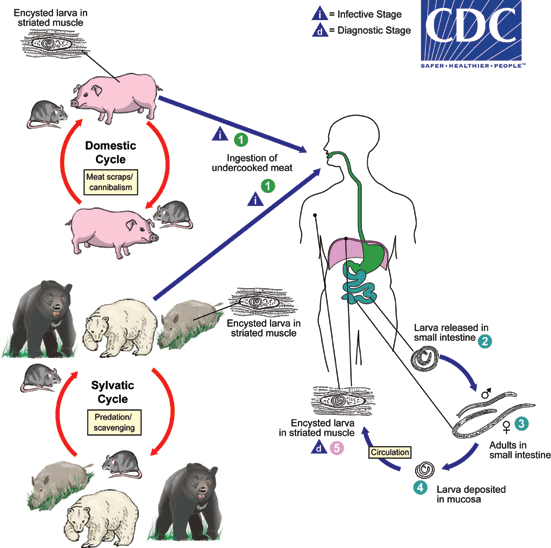
Levenscyclus

Er is geen gastheerwisseling nodig. De gehele levenscyclus kan in het lichaam van een en dezelfde gastheer voltooid worden. Een besmet dier kan als een definitieve gastheer of als een potentiële tussengastheer dienen. De levenscyclus in huisdieren vindt meestal plaats in varkens en knaagdieren, maar deze kan ook in andere huisdieren zoals paarden plaatsvinden. Van de dieren in het wild zijn bronnen van menselijke besmetting beren-, elanden- en everzwijnenvlees. Varkens raken besmet wanneer ze rauw besmet vlees van knaagdieren eten. Wilde dieren raken besmet door het eten van besmette wilde dieren.
De besmetting bij mensen vindt meestal plaats door het eten van onvoldoend verhit vlees met ingekapselde larven (cysten) (1). (Trichinella pseudospiralis, Trichinella papuae en Trichinella zimbabwensis vormen geen cysten). In de maag komen door het maagzuur en de pepsine de larven vrij uit de cysten (2). Ze dringen het dunne darmslijmvlies binnen waar ze zich via vier vervellingen (L2, L3, L4, volwassen) ontwikkelen tot volwassen rondwormen. 30 tot 34 uur nadat de cysten in het lichaam zijn gekomen, paren de volwassen rondwormen. De eieren ontwikkelen zich binnen het lichaam van de vrouwelijke rondworm. Ze produceren tot wel 1500 nakomelingen in de vorm van 70 µm  lange en 7 µm dikke L1-larven. De levensduur van de volwassen rondwormen in de dunne darm is vier tot zes weken. De rondwormen kunnen zich slechts voor een beperkte periode voortplanten, omdat het immuunsysteem ze uiteindelijk uit de dunne darm zal verdrijven. Na 1 week komen de larven via de anus van de vrouwtjes vrij en maken met hun Stilet een gaatje in het darmslijmvlies waar ze doorheen kruipen en via de lymfevaten in de bloedbaan komen. Alleen deze L1-larven hebben een Stilet. De larven gaan vervolgens via de haarvaten in de dwarsgestreepte spieren naar de spiervezelcellen en vormen daar voedingscellen. In de omgeving van de voedingscel ontstaat hypoxie (zuurstoftekort), waardoor de cel meer cytokine gaat aanmaken, die vervolgens angiogenese op gang brengt. In slechts drie weken veroorzaken de larven verdere grote veranderingen in de spiercellen. Ze vergroten onder andere de celkern, veroorzaken kerndelingen en creëren een "placenta"-achtige structuur rond de spiercel, een bloedvatennetwerk. De vorming van nieuwe bloedvaten rond de spiercel wordt waarschijnlijk geïnduceerd doordat genen van de larven bepaalde genen van de cel van de gastheer activeren. De larve in de cyste is 1 mm lang en 36 µm dik. De cysten kunnen wel dertig jaar in leven blijven. De cysten kunnen echter ook verkalken en dood gaan.
De besmetting van mensen wordt niet overgedragen, omdat ze niet opgegeten worden.

## Symptomen bij besmetting van de mens
De eerste symptomen van besmetting kunnen optreden tussen 12 uur en twee dagen na het nuttigen van besmet vlees. De migratie van volwassen wormen in het dunne darmslijmvlies kan ontsteking van het slijmvlies veroorzaken en de afvalproducten die de rondwormen uitscheiden, kunnen een immunologische reactie oproepen. De ontsteking kan zich uiten in misselijkheid, braken, zweten en diarree. Vijf tot zeven dagen na het optreden van deze symptomen kan oedeem en koorts optreden. Tien dagen na besmetting kunnen intense spierpijn, ademhalingsmoeilijkheden, zwakke pols en lage bloeddruk, hartbeschadiging en verschillende zenuwaandoeningen optreden, die uiteindelijk kunnen leiden tot overlijden als gevolg van hartfalen, ademhalingscomplicaties of nierstoornissen.

## Soorten

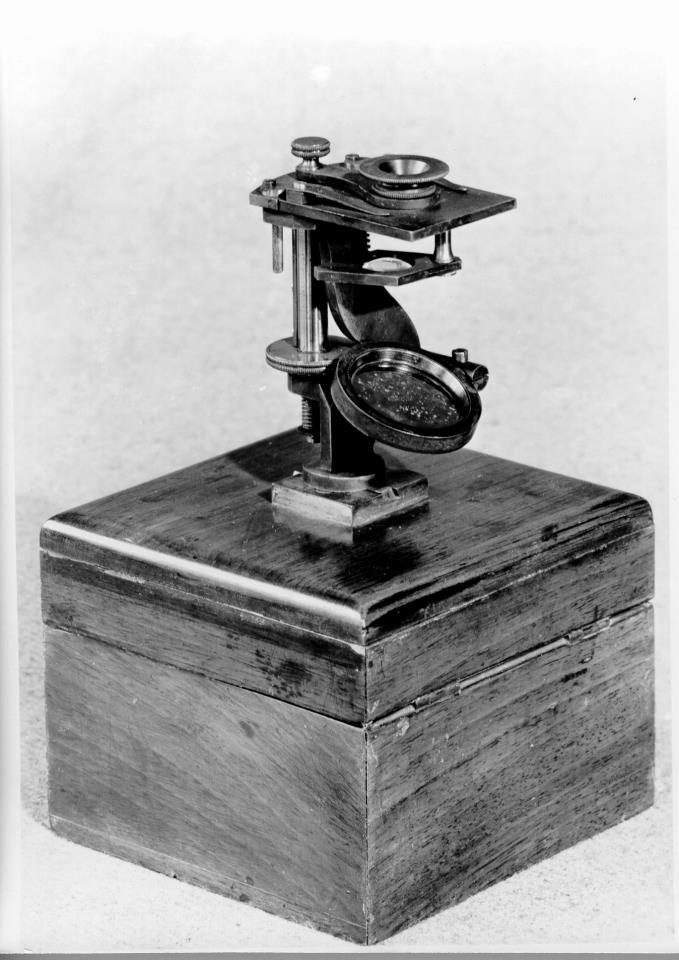

De volgende soorten worden onderscheiden:
- Trichinella spiralis meestal voorkomend bij varkens en ziekteverwekkend bij de mens. Komt over de hele wereld voor.
- Trichinella britovi is na de vorige soort de meest algemeen voorkomende die mensen kan infecteren. Deze rondworm komt voor in Europa, Azië en Noord- en West-Afrika.
- Trichinella nativa is een soort die goed tegen koude bestand is. Komt voor op de Noordpool en streken daar omheen bij ijsberen, poolvossen, walrussen en andere zoogdieren uit het poolgebied.
- Trichinella pseudospiralis infecteert zowel vogels als zoogdieren. Infecties bij de mens zijn aangetoond.
- Trichinella papuae een soort uit Nieuw-Guinea, maar ook aangetroffen in Thailand, infecteert varkens en mensen.
- Trichinella nelsoni een soort uit Oost-Afrika waarvan maar enkele besmettingsgevallen bij mensen zijn gedocumenteerd.
- Trichinella murrellieen soort uit Noord-Amerika de vooral voorkomt bij de Amerikaanse zwarte beer, maar ook mensen kan infecteren.
- Trichinella zimbabwensis is aangetroffen bij reptielen in Afrika. Deze worm kan ook zoogdieren infecteren, mogelijk zelfs mensen.

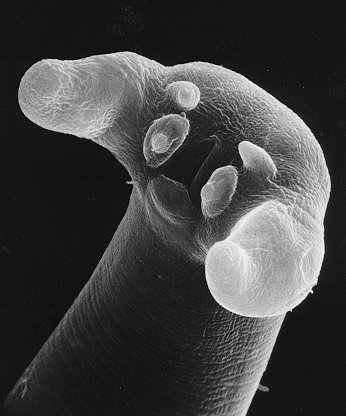
Mond van Trichinella nativa
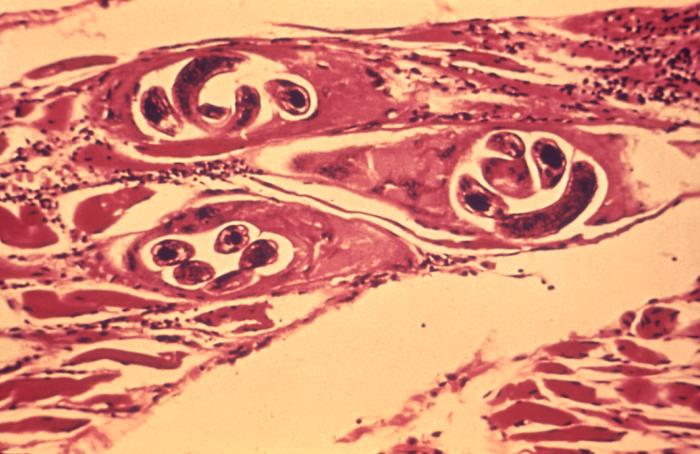
Larven van Trichinella nativa in spierweefsel
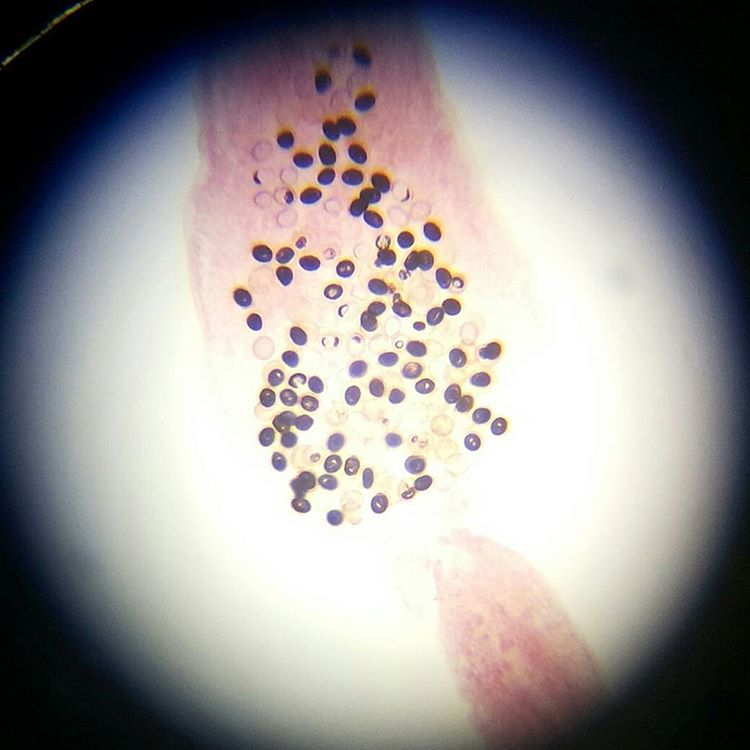
Eieren